# 新蒲街道
新蒲街道，是中华人民共和国贵州省遵义市红花岗区下辖的一个街道办事处。
2015年12月8日，贵州省人民政府批复同意撤销新蒲镇，设置新蒲街道。

## 行政区划
新蒲街道下辖以下地区：
新华社区、新蒲村、三坝村和中桥村。